# Gelis canariensis
Gelis canariensis är en stekelart som beskrevs av Horstmann 1986. Gelis canariensis ingår i släktet Gelis och familjen brokparasitsteklar. Inga underarter finns listade i Catalogue of Life.